# Surajpur (Distrikt)
Der Distrikt Surajpur (Hindi सूरजपुर जिला) ist ein Distrikt des indischen Bundesstaates Chhattisgarh. Verwaltungszentrum ist die Stadt Surajpur.
Der Distrikt Surajpur entstand am 15. August 2011 im Rahmen einer großangelegten Distriktreorganisation unter dem damaligen Chief Minister Raman Singh zusammen mit acht weiteren Distrikten durch Teilung des Distrikts Surguja. Er hat 660.280 Einwohner (2011) und liegt auf einer durchschnittlichen Höhe von 528 Meter.

## Städte im Distrikt
- Surajpur
- Bishrampur
- Pratappur
- Bhaiyathan
- Premnagar

## Bevölkerung
Nach dem Zensus 2011 wohnten 789.043 Personen im Distrikt, davon 50,5 % Männer. 60,95 % der Bevölkerung konnten lesen. 359.672 Personen (45,6 %) zählten zu den Scheduled Tribes, d. h. zur offiziell registrierten Stammesbevölkerung. 42.830 Personen (5,4 %) waren Angehörige der Scheduled Castes, d. h. registrierter unterprivilegierter Kasten.

## Sehenswürdigkeiten
Im Distrikt Surajpur gibt es sehenswerte Tempel:
- Mahamaya Mandir in Devipur, 4 km von Surajpur entfernt
- Hanuman Tempel in Surajpur

## Verwaltungsgliederung
Der Distrikt ist in 6 Tehsils (Taluk) gegliedert: Bhaiya Than, Odagi, Pratappur, Prem Nagar, Ramanuj Nagar und Surajpur.